# Salomé (Regnault)
Pour les articles homonymes, voir Salomé.
Salomé est une peinture orientaliste exécutée vers 1870 par l'artiste français Henri Regnault. L'œuvre fait partie de la collection du Metropolitan Museum of Art de New York.

## Description
Réalisée à la peinture à l'huile sur toile, l'œuvre représente le personnage biblique de Salomé. Cheveux ébouriffés, vêtements en désordre, Salomé vient de danser pour son beau-père Hérode, gouverneur de Judée. Le plat et le couteau font allusion à sa récompense : la tête coupée de Jean-Baptiste. 

## Réception critique
Quelques mois seulement après les débuts sensationnels de ce tableau au Salon de Paris de 1870, le jeune Regnault est tué lors de la guerre franco-prussienne. Au Salon, son Général Juan Prim et sa Salomé sont présentés avec succès. Théophile Gautier écrit : « Prim c’est toute l’Espagne, Salomé c’est tout l’Orient. » 
Sa renommée posthume est telle qu'un tollé s'élève lorsque le tableau quitte la France pour l'Amérique en 1912.